# 90059
90059 is het tweede studioalbum van rapper Jay Rock. Het werd uitgebracht op 11 september 2015 en bevat onder meer de singles "Money Trees Deuce" en "Gumbo".

## Achtergrond
In september 2014 onthulde rapper Tech N9ne dat Jay Rock het label Strange Music had verlaten en nu volledig deel uitmaakte van Top Dawg Entertainment. Begin augustus 2015 maakte Jay Rock bekend dat 90059 de titel was van zijn nieuwe album. Het getal 90059 is zip code van Watts (Los Angeles), waar Jay Rock opgroeide. Het album werd op 11 september 2015 uitgebracht als digitale download en een week later ook op cd. 90059 bereikte de hoogste positie in de Top Rap Albums van Billboard.

## Nummers
| Nr. | Titel                                              | Schrijver(s)                                                                            | Producent(en)                                                   | Duur |
| --- | -------------------------------------------------- | --------------------------------------------------------------------------------------- | --------------------------------------------------------------- | ---- |
| 1.  | "Necessary"                                        | Johnny McKinzie · Byron Forest II                                                       | Black Metaphor · JRB for the Coalition                          | 3:20 |
| 2.  | "Easy Bake" (feat. Kendrick Lamar & SZA)           | McKinzie · Kendrick Duckworth · Solana Rowe · Chris Calor                               | Skhye Hutch · Antydote · ThankGod4Cody · Calor · SmokeyGotBeatz | 4:51 |
| 3.  | "Gumbo"                                            | McKinzie                                                                                | J. LBS.                                                         | 4:03 |
| 4.  | "Wanna Ride" (feat. Isaiah Rashad)                 | McKinzie · Isaiah McClain · Donte Perkins                                               | J. LBS. · Tae Beast · Antydote                                  | 4:06 |
| 5.  | "The Ways" (feat. Sir)                             | McKinzie                                                                                | J. LBS.                                                         | 4:35 |
| 6.  | "Telegram (Going Krazy)"                           | McKinzie                                                                                | J. LBS.                                                         | 4:00 |
| 7.  | "90059"                                            | McKinzie · Perkins                                                                      | Tae Beast                                                       | 4:00 |
| 8.  | "Vice City" (feat. Black Hippy)                    | McKinzie · Duckworth · Herbert Stevens · Quincy Hanley · Ronald LaTour · Daveon Jackson | Cardo · Yung Exclusive                                          | 4:43 |
| 9.  | "Fly on the Wall" (feat. Busta Rhymes & Macy Gray) | McKinzie · Trevor Smith · Natalie McIntyre                                              | Dae One · AAyhasis                                              | 4:39 |
| 10. | "Money Trees Deuce" (feat. Lance Skiiiwalker)      | McKinzie · Ronald Colson                                                                | Flippa · J Proof                                                | 5:21 |
| 11. | "The Message"                                      | McKinzie · Mark Spears                                                                  | J. LBS. · Sounwave                                              | 4:01 |